# Sphenostethus
Sphenostethus is een kevergeslacht uit de familie van de boktorren (Cerambycidae). De wetenschappelijke naam van het geslacht werd voor het eerst geldig gepubliceerd in 1848 door Haldeman.

## Soorten
Sphenostethus is monotypisch en omvat slechts de volgende soort:
- Sphenostethus taslei (Buquet, 1841)